# ثيلما ألدانا
ثيلما ألدانا (من مواليد 27 سبتمبر 1955) هي قاضية غواتيمالية، اضطر الرئيس للاستقالة بعد تحقيقها. في عام 2016، مُنحت جائزة نساء الشجاعة الدولية، تم اختيارها من قبل لجان الترشيح وعُينت من قِبل الرئيس أوتو بيريز مولينا لرئاسة الوزارة العامة في مايو 2014.
أطلقت عليها مجلة تايم بأنها واحدة من أكثر الأشخاص نفوذًا في العالم.

## الحياة

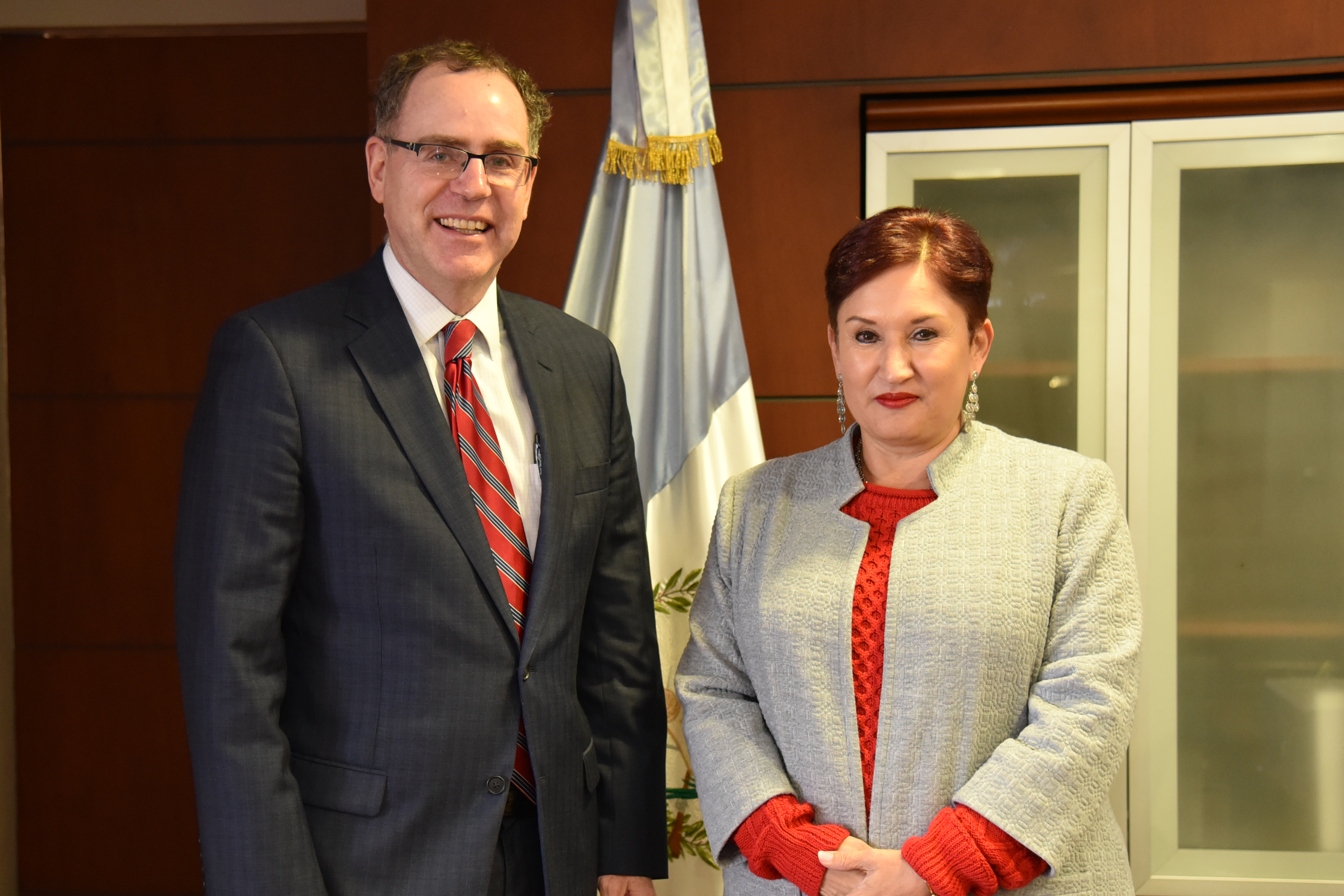
أجتماع ألدانا مع نائب مساعد وزيرة الخارجية كريمر ومع النائب العام.

وُلدت ألدانا في جوالان في عام 1955 كانت أُمها مارتا جوليا هيرنانديز غارزا وأبيها هومبرتو ألدانا فيدال. أصبحت قاضية في المحكمة العليا في عام 2009. تم انتخابها رئيسة للمحكمة العليا في الفترة من 2011-2011. في عام 2013، استبدلت كلوديا باز إي باز كمدعية عامة في غواتيمالا.  الدانا تخرجت من جامعة سان كارلوس في غواتيمالا. لديها درجة الماجستير في القانون المدني والإجرائي. 

### العائلة
تزوجت ألدانا من يواكين روميو لوبيز جوتيريز.

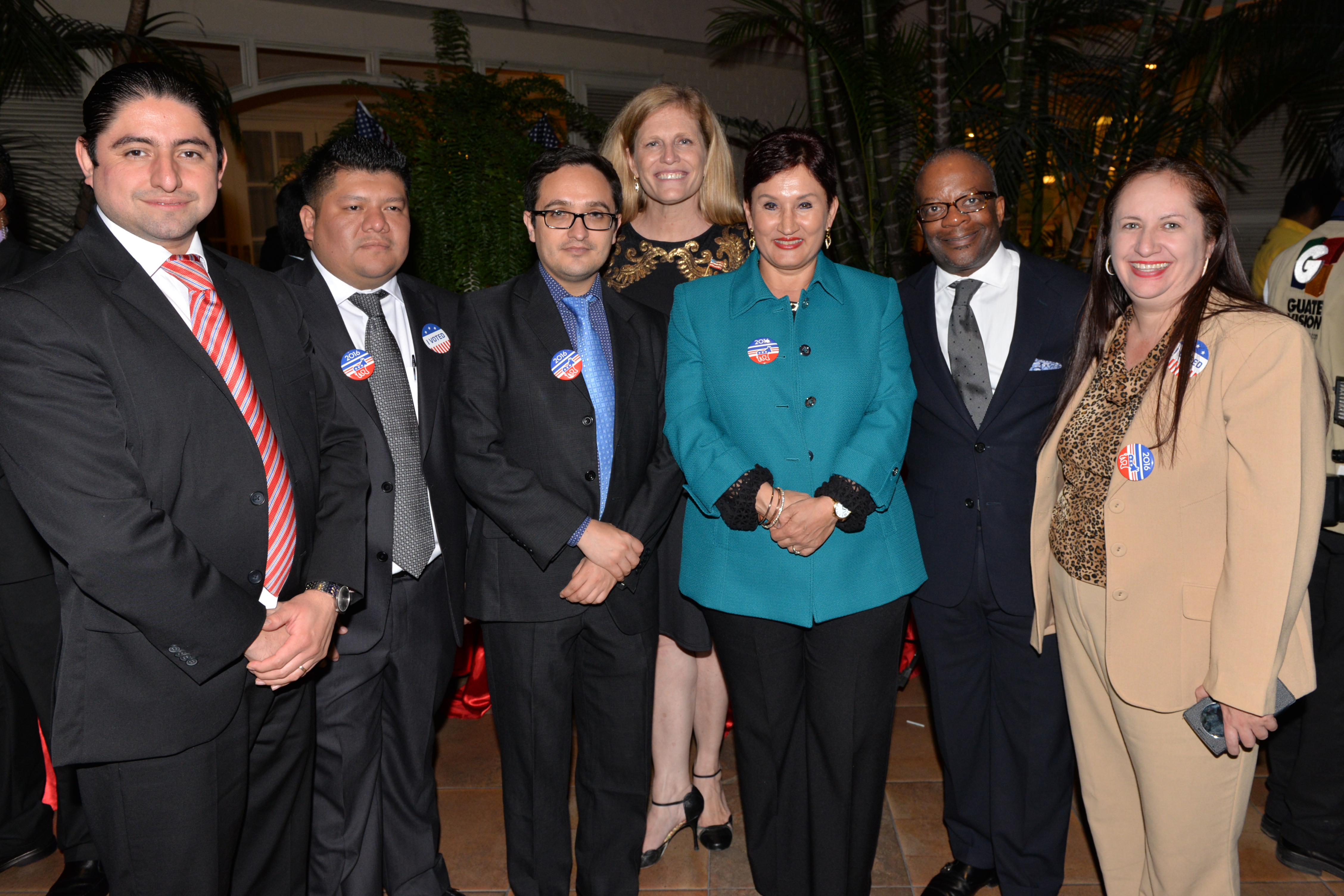
الانتخابات الأميركية سفارة الولايات المتحدة الأمريكية غواتيمالا

### محاكم العنف ضد المرأة
في عام 2011، عندما كانت رئيسة المحكمة العليا، بدأت ألدانا محاكم خاصة في غواتيمالا في قضايا قتل النساء. أصبح قتل النساء والعنف ضد المرأة جريمة في غواتيمالا. لدى 11 مقاطعة الآن المحاكم الخاصة. يتلقى القضاة وضباط الشرطة تدريبًا خاصًا على الجرائم الجنسية. كل عام هناك 56000 تقرير عن العنف ضد المرأة. 

### ضد الفساد
في عام 2015، قادت الدانا تحقيق في الفساد الحكومي. ونتيجة لذلك، استقال رئيس غواتيمالا.

## الجوائز
في عام 2015، فازت ألدانا بجائزة خايمي برونيت لتعزيز حقوق الإنسان من الجامعة العامة في نافارا. الجائزة كانت لعملها من أجل حقوق المرأة، ضد العنف ضد المرأة، وحقوق الشعوب الأصلية، وكذلك ضد الفساد السياسي. كانت الجائزة 36000 يورو. 
في عام 2016، فازت بجائزة نساء الشجاعة الدولية المُقدمه من قبل وزيرة الخارجية الأمريكية. 

## روابط خارجية
- ثيلما ألدانا على موقع مونزينجر (الألمانية)